# Гантер (Тексас)
Гантер (енгл. Gunter) град је у америчкој савезној држави Тексас. По попису становништва из 2010. у њему је живело 1.498 становника.

## Демографија
Према попису становништва из 2010. у граду је живело 1.498 становника, што је 268 (21,8%) становника више него 2000. године.
| Група             | 2000.       | 2010.         |
| Белци             | 885 (72,0%) | 1.066 (71,2%) |
| Афроамериканци    | 9 (0,7%)    | 15 (1,0%)     |
| Азијати           | 6 (0,5%)    | 5 (0,3%)      |
| Хиспаноамериканци | 306 (24,9%) | 386 (25,8%)   |
| Укупно            | 1.230       | 1.498         |